# Видео
Ви́део (от лат. video — смотрю, вижу) — электронная технология формирования, записи, обработки, передачи, хранения и воспроизведения подвижного изображения, основанная на принципах телевидения, а также аудиовизуальное произведение, записанное на физическом носителе (видеокассете, видеодиске и т. п.).
Видеоза́пись — электронная технология записи визуальной информации, представленной в форме видеосигнала или цифрового потока видеоданных, на физический носитель с целью сохранения этой информации и возможности последующего её воспроизведения и отображения на экране. Результатом видеозаписи является видеограмма или видеофонограмма.3954

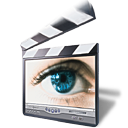

## История

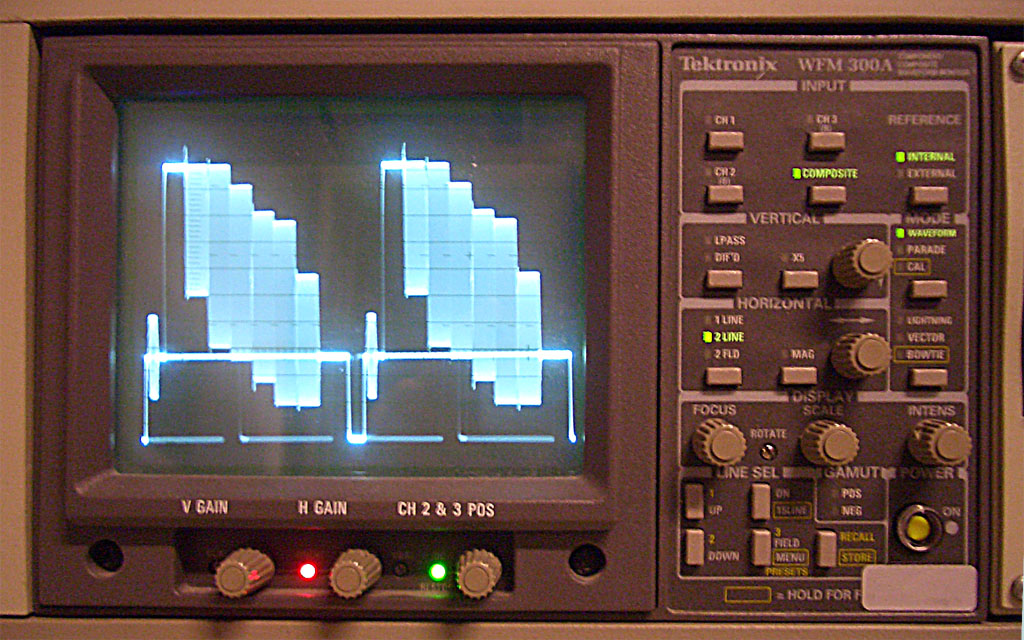
Композитный видеосигнал двух соседних строк изображения «цветных полос» на экране осциллографа. Видны сигнал яркости, поднесущая и синхросигнал со строчными гасящими импульсами, а также сигнал цветовой синхронизации

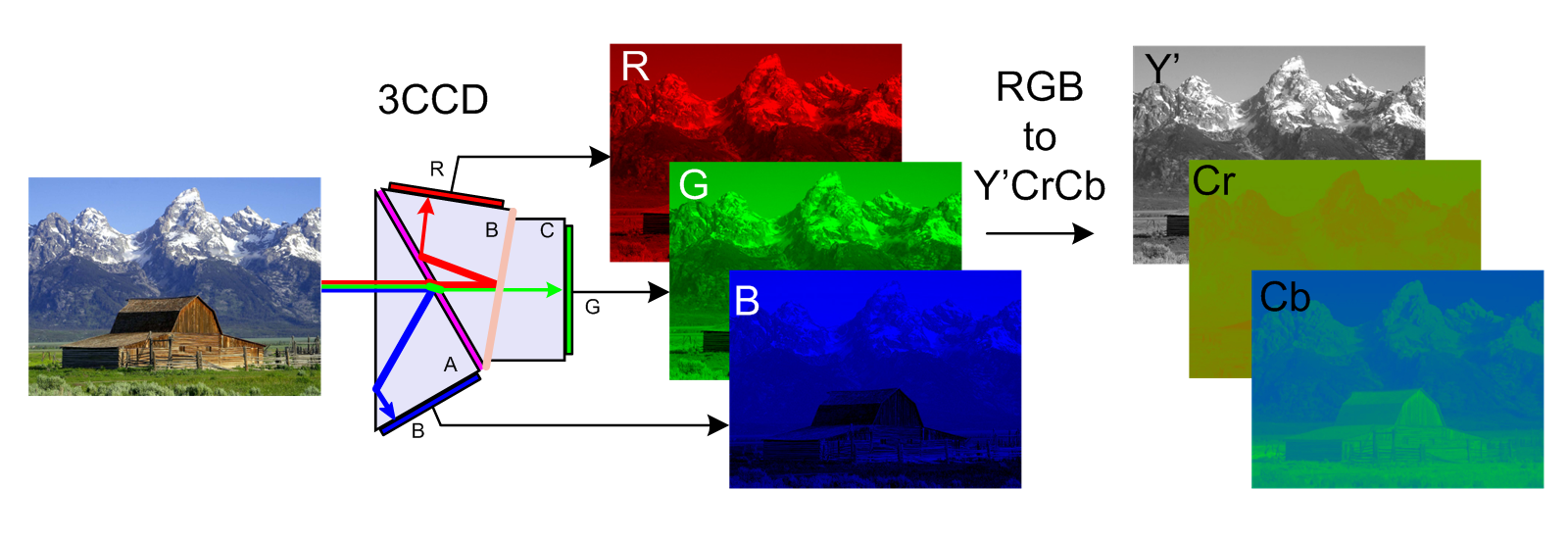
Преобразование цветоделённых компонент RGB в Y’CrCb в компонентном видео

Первой (неэлектронной) технологией видеозаписи был кинематограф. Затем появилось телевидение. Его развитие привело к появлению видеозаписи, первоначально на магнитную ленту на бобинах. В 1956 году BBC для трансляции новостей не в прямом эфире начало использовать поперечно-строчную видеозапись, которая была разработана компанией Ampex. В 1959 году компания Toshiba разработала наклонно-строчную видеозапись. В 1976 году компания JVC стала выпускать видеокассеты в формате VHS, который к 1984 году стал основным форматом бытового видео.
Параллельно с развитием форматов видеозаписи на магнитную ленту разрабатывались технологии видеозаписи на диски. В 1996 году появилась технология DVD, то есть носитель информации, выполненный в форме диска, для хранения различной информации (не обязательно видео) уже в цифровом виде. Но еще до этого появились технологии цифровой записи на видеокассеты (первым таким форматом стал в 1986 году разработанный компанией Sony формат D-1). Цифровой сигнал, в отличие от аналогового, можно перезаписывать почти сколько угодно раз без потери качества. Цифровое видео может храниться и передаваться в виде файлов на различных носителях.
В 1993 году Экспертная группа по движущимся изображениям (MPEG), созданная Международной организацией по стандартизации (ISO), разработала группу стандартов сжатия MPEG-1, а в 1996 году появился стандарт MPEG-2, использовавшийся в DVD. В начале 1990-х годов цифровое видео стало возможно воспроизводить на персональных компьютерах. Сначала из-за небольшой мощности процессоров качество воспроизведения было плохим, но когда компьютерная техника достигла определённого уровня, развитие Интернета привело к популярности онлайнового видео; особую популярность приобрели видеопорталы, подобные YouTube, появившемуся в 2005 году.

## Характеристики видеосигнала

### Частота кадров
Количество (частота) кадров в секунду — это число неподвижных изображений, сменяющих друг друга при показе 1 секунды видеозаписи и создающих эффект движения объектов на экране. Чем больше частота кадров, тем более плавным и естественным будет казаться движение. Минимальный показатель, при котором движение будет восприниматься однородным — примерно 16 кадров в секунду (это значение индивидуально для каждого человека). В звуковом кинематографе частота съёмки и проекции стандартизирована с 1932 года и составляет 24 кадра в секунду. Системы телевидения PAL и SÉCAM используют 25 кадров в секунду (25 fps или 25 Гц), а система NTSC использует 30 кадров в секунду (точнее, 29,97 fps из-за необходимости кратного соответствия частоте поднесущей). Компьютерное видео хорошего качества, как правило, использует частоту 30 кадров в секунду. Верхняя пороговая частота мерцания, воспринимаемая человеческим мозгом, в среднем составляет 39—42 Гц и индивидуальна для каждого человека, а также зависит от условий наблюдения. Некоторые современные профессиональные видеокамеры могут снимать с частотой до 120 кадров в секунду. Специальные камеры снимают с частотой до 1000 кадров в секунду, что необходимо, например, для детального изучения траектории полёта пули или структуры взрыва. Сверхскоростные киносъёмочные аппараты могут снимать несколько миллионов кадров в секунду. В них киноплёнка неподвижна и расположена на внутренней поверхности специального барабана, а изображение развёртывается вращающейся призмой. Существует и бескадровое видео, принцип работы которого заключается в следующем: светочувствительные сенсоры с большой частотой передают данные о своём состоянии, которые параллельно записываются на носитель. Отдельных кадров при этом нет — только массивы информации с каждого из датчиков (пикселей) об их изменении во времени. При воспроизведении также нет кадров — на экране пиксели меняют свой цвет в соответствии с записанными массивами. Если пиксель не менял цвет, то он и не обновляется. Для наилучшего просмотра такого видео требуется специальный монитор.

### Стандарт разложения
Стандарт разложения определяет параметры телевизионной развёртки, применяемой для преобразования двумерного изображения в одномерный видеосигнал или поток данных. В конечном счёте от стандарта разложения зависит количество элементов изображения и кадровая частота.
Развёртка может быть прогресси́вной (построчной) или чересстро́чной. При прогрессивной развёртке все горизонтальные линии (строки) изображения отображаются поочерёдно одна за другой. При чересстрочной развёртке каждый кадр разбивается на два поля (полукадра), каждое из которых содержит чётные или нечётные строки. За время одного кадра передаются два поля, увеличивая частоту мерцания кинескопа выше физиологического порога заметности. Чересстрочная развёртка была компромиссом, чтобы иметь возможность передачи по каналу с ограниченной полосой пропускания изображения с достаточно большой разрешающей способностью. Аналогично, в кинопроекторах используется двухлопастный обтюратор, повышающий частоту мельканий на экране с 24 до 48 Гц.
Несмотря на недостатки, чересстрочная развёртка используется до сегодняшнего дня в телевидении стандартной чёткости вследствие повсеместного распространения телевизоров, поддерживающих только такие стандарты. Такими недостатками являются, как правило, расщепление вертикальных границ горизонтально движущихся объектов (эффект «гребёнки» или «расчёски») и заметность мерцания на тонких фактурах.
Чересстрочную развёртку часто называют на английский манер интерле́йс (англ. interlace) или интерле́йсинг. Телевизоры с кинескопом, имеющие развёртку 100 Гц, мерцают с частотой, которая не воспринимается глазом. В таких приёмниках изображение с чересстрочной развёрткой отображается с удвоением кадров. ЖК- и LED-мониторы (телевизоры) вообще избавлены от мерцания. В таких приборах можно говорить только о скорости обновления изображения, поэтому чересстрочная развёртка в них является лишь мерой условности, не влияющей на отображение. Для подавления неприятных эффектов, возникающих при просмотре чересстрочного видео на экране с прогрессивной развёрткой, применяются специальные математические методы, именуемые деинтерлейсингом.
Новые цифровые стандарты телевидения, например HDTV, предусматривают прогрессивную развёртку. Новейшие технологии позволяют имитировать прогрессивную развёртку при показе видео с чересстрочной. Последнюю обычно обозначают символом «i» после указания вертикального разрешения, например 720×576i×50. Прогрессивную развёртку обозначают символом «p», например 720p (означает видео с разрешением 1280×720 с прогрессивной развёрткой). Также для отличия частоты кадров или полей может обозначаться такими же символами кадровая частота, например 24p, 50i, 50p.

### Разрешающая способность

Таблица EIA

До наступления цифровой эры видео, горизонтальная разрешающая способность аналоговой системы видеозаписи измерялась в вертикальных телевизионных линиях (твл) при помощи специальных телевизионных испытательных таблиц и обозначала количество элементов в строке видеоизображения, зависящее от частотных характеристик устройства записи.
Вертикальная разрешающая способность в изображении заложена в стандарте разложения и определяется количеством строк.

### Соотношение сторон экрана

Сравнение форматов кино и традиционных телевизионных

Соотношение ширины и высоты кадра (англ. aspect ratio) — важнейший параметр любой видеозаписи. С конца XIX века немые кинофильмы и, в последующем, фильмы «классического» формата, имели соотношение сторон экрана 4:3 (4 единицы в ширину к 3 единицам в высоту; в кинематографе записывается как 1,33:1). Считалось, что экран с таким соотношением сторон близок к полю зрения человеческого глаза. Появившееся вскоре телевидение переняло это соотношение, и почти все аналоговые телесистемы (и, следовательно, телевизоры) имели соотношение сторон экрана 4:3. Первые компьютерные мониторы также унаследовали телевизионный стандарт соотношения сторон. Однако в кинематографе уже в начале 1950-х годов с появлением панорамного, широкоэкранного и широкоформатного кино представления об идеальном экране пошатнулись. Широкоэкранные кинематографические системы обладали соотношениями сторон до 2,75:1, стремясь к максимальному «эффекту присутствия», чтобы сделать границы кадра малозаметными. Главная причина в том, что поле бинокулярного зрения человека приближается к соотношению 2:1. Чтобы приблизить форму кадра к естественному полю зрения (и, следовательно, усилить восприятие фильма), и разрабатывались киносистемы с панорамным кадром. Демонстрация широкоэкранных фильмов по телевидению требовала или обрезки изображения при помощи пансканирования, или добавления пустых полей сверху и снизу, чтобы вписать фильм в экран леттербоксингом. Оба способа приводили к потерям частей изображения или его качества. На сегодняшний[какой?] день классический формат 1,33:1 вообще не используется в кинематографе, полностью уступив своё место кашетированному кадру 1,85:1. Поэтому при выборе соотношения сторон экрана телевидения высокой чёткости был одобрен[когда?] стандарт 16:9 (1,78:1), более близкий распространённым форматам кино. Цифровое телевидение стандартной чёткости в основном также ориентируется на соотношение 16:9, применяя цифровое анаморфирование. Всё это, по замыслу создателей, было призвано глубже погрузить зрителя в атмосферу просматриваемого видеофильма. Есть и альтернативные объяснения переходу на широкий формат: возможность проката в залах, изначально не приспособленных для кино, стремление к ухудшению качества пиратских видеокопий и телевизионных копий.

### Композитное и компонентное видео
Цветной видеосигнал может передаваться и записываться двумя различными способами: без разделения цветной и монохромной составляющих и раздельно. Исторически первым появилось композитное видео, называемое Полным цветным телевизионным сигналом и содержащее чёрно-белый видеосигнал, цветовую поднесущую и сигналы синхронизации. Однако такой способ хранения и передачи сопряжён с неизбежным накоплением перекрёстных помех между сигналами яркости и цветности, поэтому в наиболее совершенных устройствах эти составляющие видео передаются и записываются раздельно.

## Цифровая видеозапись
Основное отличие от аналоговой видеозаписи в том, что вместо аналогового видеосигнала записываются цифровые данные. Цифровое видео может распространяться на различных видеоносителях, посредством цифровых видеоинтерфейсов в виде потока данных или файлов.

### Разрешающая способность

Сравнение стандартных разрешений видео

Любой цифровой видеосигнал, по аналогии с разрешением компьютерных мониторов, также характеризуется разрешением (англ. resolution), горизонтальным и вертикальным, измеряемым в пикселях. При оцифровке аналогового видео стандартной чёткости разрешение составляет 720×576 пикселей для европейского стандарта разложения 625/50 (PAL и SÉCAM), при частоте кадров 50 Гц (два поля, 2×25); и 720×480 пикселей для американского стандарта разложения 525/60 (NTSC), при частоте 59,94 Гц (два поля, 2×29,97). В выражении 720×480 первым числом обозначается количество точек в строке (горизонтальное разрешение), а вторым числом — количество активных строк, участвующих в построении изображения (вертикальное разрешение). Новый стандарт цифрового телевидения HDTV высокого разрешения (англ. high-definition) предполагает разрешения до 1920×1080 при частоте обновления 50 Гц (60 Гц для США) с прогрессивной развёрткой. То есть 1080 строк с 1920 пикселями на строку. Для телевидения стандартной чёткости цифровое разрешение не совпадает с обозначением стандарта разложения, поскольку не учитывает избыточную информацию, передаваемую только в аналоговом телевидении.
Разрешение в случае трёхмерного видео измеряется в вокселях — элементах изображения, представляющих точки (кубики) в трёхмерном пространстве. Например, для простого трёхмерного видео сейчас используется в основном разрешение 512×512×512, демонстрационные примеры такого видео доступны сегодня даже на КПК.

### Количество цветов и цветовое разрешение
Количество цветов и цветовое разрешение видеозаписи описывается цветовыми моделями. Для стандарта PAL применяется цветовая модель YUV, для SÉCAM модель YDbDr, для NTSC модель YIQ, в компьютерной технике применяется в основном RGB (и αRGB), реже HSV, а в печатной технике — CMYK. Количество цветов, которое может отобразить монитор или проектор, зависит от качества монитора или проектора. Человеческий глаз может воспринять по разным подсчётам от 5 до 10 миллионов оттенков цветов. Количество цветов в видеозаписи определяется числом бит, отведённым для кодирования цвета каждого пикселя (англ. bits per pixel, bpp). 1 бит позволяет закодировать 2 цвета (обычно чёрный и белый), 2 бита — 4 цвета, 3 бита — 8 цветов, …, 8 бит — 256 цветов (28 = 256), 16 бит — 65 536 цветов (216), 24 бита — 16 777 216 цветов (224). В компьютерной технике имеется стандарт и 32 бита на пиксель (αRGB), но этот дополнительный α-байт (8 бит) используется для кодирования коэффициента прозрачности пикселя (α), а не для передачи цвета (RGB). При обработке пикселя видеоадаптером RGB-значение будет изменено в зависимости от значения α-байта и цвета подлежащего пикселя (который станет «виден» через «прозрачный» пиксель), а затем α-байт будет отброшен, и на монитор пойдёт только цветовой сигнал RGB.

### Битрейт (ширина видеопотока или информационная скорость записи)
Ширина (иначе говорят скорость) видеопотока или битрейт (англ. bit rate) — это количество обрабатываемых бит видеоинформации за секунду (измеряется «бит/с» — бит в секунду или, чаще, «Мбит/с» — мегабит в секунду; в английском обозначении bit/s и Mbit/s соответственно). Чем больше ширина видеопотока, тем, как правило, лучше качество видео. Например, для формата VideoCD ширина видеопотока составляет всего примерно 1 Мбит/с, а для DVD — около 5 Мбит/с. Конечно, субъективно разницу в качестве нельзя оценить как пятикратную, но объективно это так. А формат цифрового телевидения HDTV использует ширину видеопотока около 10 Мбит/с. Скорость видеопотока также позволяет очень удобно оценивать качество видео при его передаче через Интернет.
Различают два вида управления шириной потока в видеокодеке — постоянный битрейт (англ. constant bit rate, CBR) и переменный битрейт (англ. variable bit rate, VBR). Концепция VBR, ныне очень популярная, призвана максимально сохранить качество видео, уменьшая при этом суммарный объём передаваемого видеопотока. При этом на быстрых сценах движения ширина видеопотока возрастает, а на медленных сценах, где картинка меняется медленно, ширина потока падает. Это очень удобно для буферизованных видеотрансляций и передачи сохранённого видеоматериала по компьютерным сетям. Но для безбуферных систем реального времени и для прямого эфира (например, для телеконференций) это не подходит — в таких случаях необходимо использовать постоянную скорость видеопотока.

### Качество видео
Качество видеозаписи измеряется с помощью формальных метрик, таких как PSNR или SSIM, или с использованием субъективного сравнения с привлечением экспертов.
Субъективное качество видео измеряется по следующей методике:
- Выбираются видеопоследовательности для использования в тесте
- Выбираются параметры системы измерения
- Выбирается метод показа видео и подсчёта результатов измерения
- Приглашается необходимое число экспертов (обычно не меньше 15)
- Проводится сам тест
- Подсчитывается средняя оценка на основе оценок экспертов.

Несколько методов субъективной оценки описаны в рекомендациях ITU-T BT.500. Один из широко используемых методов оценки — DSIS (англ. Double Stimulus Impairment Scale), при котором экспертам сначала показывают исходный видеоматериал, а потом обработанный. Затем эксперты оценивают качество обработки, варьируя свои оценки от «обработка незаметна» и «обработка улучшает видеоизображение» до «обработанный видеоматериал сильно раздражает».

## Стереоскопическое видео
Стереоскопическое видео или просто стереовидео (англ. stereoscopic video или 3D video) было очень популярно в конце XX века, и сейчас[когда?] регулярно возникают волны интереса к нему. По всему миру есть кинотеатры, которые при помощи той или иной технологии воспроизводят стереоскопическое видео. Для стереовидео нужно два видеоканала, часто называемых слоями: один для левого глаза, другой для правого. Также необходимо обеспечить, чтобы в «свой» глаз попадала своя картинка. Таким образом у зрителя возникает чувство объёмности, трёхмерности видеоматериала, повышается реалистичность ощущения просмотра. Примерно такой же, но более слабый по качеству эффект даёт просмотр видео в пластиковых очках, где для одного глаза применяется красный светофильтр, а для другого — зелёно-голубой. Это старый принцип анаглифической стерео-фотографии. Технологии, представленные в 2006 году, такие как HD DVD и диски Blu-Ray, позволяют переносить больше стереовидеоматериала и призваны сделать и домашнее стереоскопическое видео более доступным.

## Форматы видео
Видеоматериалы могут быть аналоговыми или цифровыми.
| Телевизионные вещательные стандарты изображения Новые цифровые: - ATSC (Advanced Television Systems Committee; США, Канада и др.) - DVB (Digital Video Broadcasting; Европа) - ISDB (Integrated Services Digital Broadcasting; Япония) Старые аналоговые: - MAC (Multiplexed Analogue Components; Европа, устаревший стандарт) - MUSE (Multiple sub-nyquist sampling Encoding; Япония) - NTSC (США, Канада, Япония и др.) - PAL (Европа, Азия, Австралия и др.) - PALplus (расширение PAL, только Европа) - SÉCAM (иногда пишется «SECAM»; Франция, СССР, Центральная Африка) | Стандарты видеоразъёмов (см. также Список видеоконнекторов) - Композитный видеоразъём (1 RCA или BNC) - Компонентный видеоразъём (3 RCA или BNC) - D4 video connector (новый, для HDTV) - S-Video (Separated Video, 1 mini-DIN) - SCART (Европа) - Разъём DIN (СССР) - DVI (только видео без сжатия). Возможно HDCP. - HDMI (видео и аудио без сжатия). Обязательно HDCP. - DisplayPort (видео и аудио без сжатия). Поддерживает DPCP, планируется как улучшенная полная замена HDMI. - RF (Radio Frequency, коаксиальный разъём) - BNC (Bayonet Niell-Concelman) - Разъём C (Concelman) - GR (General Radio) - Разъём F (используется в США для домашнего телевидения) - IEC 169-2 (в основном используется в Великобритании) - Разъём N (Niell) - TNC (Threaded Niell-Concelman) - Разъём UHF (PL-259/SO-239) - SDI и HD-SDI - Разъём VGA (DB-9/15 или mini sub D15) - Mini-VGA (для лэптопов) |

| Аналоговые форматы видеозаписи - VERA (BBC) - U-matic (Sony) - Betamax (Sony) - Betacam - Betacam SP - Betacam SX - 2" Quadruplex (Ampex) - 1" Type C (Ampex и Sony) - VCR, VCR-LP, SVR - VHS (JVC) - S-VHS (JVC) - VHS-C (JVC) - Video8 - Video 2000 (Philips) - 8 mm - Hi8 | Цифровые форматы видеозаписи - D1 (Sony) - D2 (Ampex) - D3 - DCT (Ampex) - D5 HD - Digital Betacam (Sony) - Digital-S - MPEG IMX (Sony) - HDV - ProHD (JVC) - D-VHS (JVC) - DV - miniDV - MicroMV - Digital8 (Sony) |

| Форматы цифровых оптических дисковых носителей - DVD (бывший Super Density Disc) - Blu-ray Disc (Sony) - VCD (Video Compact Disc) - EVD (Enhanced Versatile Disc; спонсируется правительством Китая) - HD DVD (Toshiba, NEC и Sanyo) - CD-i (Philips и Sony) Форматы аналоговых оптических дисковых носителей - LaserDisc (старый формат, MCA и Philips) - CED (Capacitance Electronic Disc) — аналоговый видеодиск с ёмкостным звукоснимателем | Форматы цифрового кодирования и сжатия - CCIR 601 (ITU-T) - M-JPEG (ISO) - MPEG-1 (ISO) - MPEG-2 (ISO) - MPEG-4 (ISO) - H.261 (ITU-T) - H.263 (ITU-T) - H.264 (ITU-T и ISO) - H.265 - DV - Ogg-Theora - DivX - XviD - RealMedia |

## Сравнение технических характеристик форматов видеозаписи
| Видео формат    | Год  | Тип ленты          | Ширина ленты | Тип сигнала                       | Горизонтальное разрешение, твл | Отношение сигнал/шум, дБ |
| --------------- | ---- | ------------------ | ------------ | --------------------------------- | ------------------------------ | ------------------------ |
| U-Matic         | 1969 | Оксидная           | 3/4 дюйма    | Композитный                       | 280                            | 45                       |
| 1" Type C       | 1976 | Оксидная           | 1 дюйм       | Композитный                       | 330                            | 46                       |
| VHS             | 1976 | Оксидная           | 1/2 дюйма    | Композитный                       | 240                            | 46                       |
| Betacam         | 1982 | Оксидная           | 1/2 дюйма    | Компонентный                      | 300                            | 48                       |
| Video8          | 1985 | Металло-порошковая | 8 мм         | Композитный                       | 260                            | 46                       |
| U-Matic SP      | 1986 | Металло-порошковая | 3/4 дюйма    | Композитный                       | 330                            | 47                       |
| Betacam SP      | 1986 | Металло-порошковая | 1/2 дюйма    | Компонентный                      | 470                            | 51                       |
| M II            | 1986 | Металло-порошковая | 1/2 дюйма    | Компонентный                      | 440                            | 52                       |
| D1              | 1986 | Металло-порошковая | 3/4 дюйма    | Цифровой 4:2:2                    | 460                            | 56                       |
| S-VHS           | 1987 | Оксидная           | 1/2 дюйма    | Y/C                               | 400                            | 47                       |
| D2              | 1988 | Металло-порошковая | 3/4 дюйма    | Цифровой 4fsc                     | 450                            | 54                       |
| Hi-8            | 1989 | Металло-порошковая | 8 мм         | Y/C                               | 400                            | 47                       |
| D3              | 1991 | Металло-порошковая | 1/2 дюйма    | Цифровой 4fsc                     | 450                            | 54                       |
| Digital Betacam | 1993 | Металло-порошковая | 1/2 дюйма    | Цифровой 4:2:2                    | 500                            | 62                       |
| D-5             | 1994 | Металло-порошковая | 1/2 дюйма    | Цифровой 4:2:2                    | 450                            | 54                       |
| DV              | 1995 | Металло-порошковая | 1/4 дюйма    | Цифровой 4:2:0 (PAL) 4:1:1 (NTSC) | 500                            | 54                       |
| DVCPRO          | 1995 | Металло-порошковая | 1/4 дюйма    | Цифровой 4:1:1                    | 530                            | 55                       |
| Digital-S (D9)  | 1995 | Металло-порошковая | 1/2 дюйма    | Цифровой 4:2:2                    | 540                            | 55                       |
| DVCAM           | 1996 | Металло-порошковая | 1/4 дюйма    | Цифровой 4:2:0 (PAL) 4:1:1 (NTSC) | 530                            | 55                       |

### Расширения компьютерных видеофайлов ивидеоконтейнеров
3gp, avi, mpeg, mpg, ts, mov, swf, asf, mp2, vob, mp4, m4v, wmv, mts, mkv, flv, webm